# Auñón
Auñón é um município da Espanha na província de Guadalajara, comunidade autónoma de Castilla-La Mancha, de área 52,57 km² com população de 234 habitantes (2004) e densidade populacional de 4,45 hab./km².

## Demografia
| Variação demográfica do município entre 1991 e 2004 | Variação demográfica do município entre 1991 e 2004 | Variação demográfica do município entre 1991 e 2004 | Variação demográfica do município entre 1991 e 2004 |
| --------------------------------------------------- | --------------------------------------------------- | --------------------------------------------------- | --------------------------------------------------- |
| 1991                                                | 1996                                                | 2001                                                | 2004                                                |
| 283                                                 | 266                                                 | 243                                                 | 254                                                 |